# ОШ „Свети Ђакон Авакум” Трнава
ОШ „Свети Ђакон Авакум” Трнава, насељеном месту на територији града Чачка, основана је 1846. године.